# Tiszaföldvár
Tiszaföldvár è una città di 11.719 abitanti situata nella contea di Jász-Nagykun-Szolnok, nell'Ungheria centro-orientale.

## Amministrazione

### Gemellaggi
- Mielec, Polonia
- Gräfenberg, Germania
- Hérimoncourt, Francia
- Bačko Gradište, Serbia